# Кольцо Тьмы
«Кольцо Тьмы» — серия книг русского писателя Ника Перумова о событиях Четвёртой Эпохи в вымышленной вселенной Средиземья, созданной Дж. Р. Р. Толкином. Главный герой цикла — хоббит Фолко Брендибэк, потомок Мериадока Брендибака.
Цикл переведён на польский, литовский, болгарский, словацкий языки и издан в соответствующих странах.

## История создания
Ник Перумов «заболел» Толкином в 1980-е, когда книги этого автора были в СССР труднодоступны. Через знакомых Перумов достал полный английский текст трилогии, которую сам же и перевёл к 1985 году. Книги произвели на него огромное впечатление, но при этом он был не согласен с морально-назидательной позицией Толкина. Это и подвигло его написать книгу о том, как бы выглядело Средиземье 300 лет спустя, в его представлении. В конце 1980-х черновой вариант книги был готов и ходил в «самиздате» среди друзей и знакомых автора по «толкинистской» тусовке.
По совету своего знакомого, которому понравилась книга, в 1993 году Перумов отнёс рукопись в издательство «Кавказская библиотека», где она была издана под названием «Нисхождение Тьмы, или Средиземье 300 лет спустя». Небольшой тираж был быстро распродан, и книга заинтересовала крупное издательство фантастики «Северо-Запад». Перед выпуском в «Северо-Западе» книга была сильно отредактирована, получила название «Кольцо Тьмы» и была разделена на два тома: «Эльфийский клинок» и «Чёрное копьё».
В 1995 году Перумов написал продолжение дилогии — роман «Адамант Хенны», превратив тем самым её в трилогию. Из-за сильной спешки и под давлением редакторов Перумов сильно сократил третью книгу и остался ей недоволен. Такого успеха как первые части она не имела. Именно поэтому в 2018 году автор переписал книгу «Адамант Хенны». Теперь она носит название «Небо Валинора. Адамант Хенны». В дальнейшем планируется продолжить эту серию книгой «Небо Валинора. Кровь Арды», а также написать ещё одну книгу серии (рабочее название «Водопад»).

## Сюжет
С событий «Властелина колец» прошло более 300 лет. Гном Торин, сын Дарта, в поисках Красной Книги, написанной Бильбо, прибывает в Шир. Здесь он знакомится с Фолко Брендибэком, потомком Мериадока, и рассказывает ему, что в подземельях Мории пробудилось зло. Двое становятся друзьями и отправляются в Аннуминас, столицу Арнора. По дороге они наблюдают, что в Средиземье неспокойно, вновь поднимают головы разбойники, орки и умертвия. В трактире «Гарцующий пони» друзья ввязываются в драку с горбуном Санделло из шайки некоего Олмера, а затем знакомятся с начальником арнорской стражи Рогволдом.
В Аннуминасе герои знакомятся с общиной гномов, а гном Строри по кличке Малыш становится их близким другом. Фолко также знакомится с магом Радагастом, который даёт ему туманные подсказки. Собрав команду добровольцев, гномы и Фолко отправляются в Морию. По пути Торин и Фолко вновь встречают Олмера и Санделло, те пытаются помириться с ними и дарят Фолко магический кинжал. В Мории гномы и Фолко сталкиваются с отрядами орков, которые служат некоему новому «Вождю», и проявлениями тёмной магии. Гномам удаётся выковать в древнем горне Дьюрина мифрильные доспехи, которые делают героев почти неуязвимыми в бою, но сил отвоевать всю Морию героям не хватает, и они вынуждены отступить. По пути обратно из Мории Фолко, Торин и Малыш посещают также развалины Ортханка и лишний раз убеждаются, что в мире пробуждается зло, кто-то собирает всё и всех, что осталось от сил Саурона.
Вернувшись в Аннуминас, герои узнают, что на Арнор напала коалиция степных народов под командованием таинственного Вождя. Это талантливый и харизматичный полководец с магической силой, который объединил народы, побеждённые в Войне Кольца и жаждущие реванша. Под городом Форностом происходит великая битва, в которой силы Запада при поддержке гномов побеждают захватчиков. В бою Фолко сотоварищи замечают горбуна Санделло и понимают, что «Вождём» был Олмер. Радагаст поручает героям выследить и убить Олмера.
Во второй книге троица героев преследует отступающее войско Олмера, встречая на своём пути различные племена — как гостеприимные, так и враждебные. Добравшись до цитадели Олмера, герои выдают себя за его сторонников, и благодаря их отличным бойцовским навыкам, их принимают в войско. Отон, один из командиров Олмера, берёт их с собой в поход к некоему Дому Высокого. Герои вынуждены притворяться, что служат Олмеру, и несколько раз даже спасают отряд Отона, заслужив его дружбу. В походе они также знакомятся с эльфами-авари, тёмными гномами и духом поверженного Сарумана.
Отряд Отона обнаруживает нечто важное для Олмера — кратер, излучающий тёмную силу. По вызову Отона к кратеру прибывает Олмер, который быстро догадывается, что троица героев — не союзники, а шпионы. Отон предупреждает героев, и те вынуждены бежать. В поисках ответов Фолко и гномы посещают Орлангура, древнего духа в облике дракона, и тот объясняет им, что Олмер собирает по всему Средиземью остатки колец назгулов, чтобы выковать из них собственное Кольцо Тьмы.
Герои направляются в Гондор, предупредить короля о скором вторжении Олмера, но тот относится к предупреждению скептически. Зато именно здесь Фолко узнаёт мотивы Олмера: оказывается, тот потомок Боромира и хочет вернуть трон наместника, «украденный» потомками Арагорна. При помощи добровольцев из гондорцев и эльфов-авари герои устраивают Олмеру засаду в развалинах Дол-Гулдура, но тот побеждает их и создаёт Кольцо Тьмы, которое даёт ему огромную силу и власть, но убивает в нём всё человеческое.
После этого армии Олмера, включающие народы Востока, орков и харадримов, обрушиваются на Рохан, а затем на Гондор. Фолко, гномы и их друзья из авари сражаются на стороне Запада. В двух великих битвах (на реках Андуин и Исена) Рохан и Гондор терпят поражение, король Гондора гибнет в поединке с Олмером. Последней цитаделью светлых сил остаётся Серая Гавань, Олмер осаждает её. Гэндальф в видении предупреждает Фолко, что завоевания Олмера могут спровоцировать Дагор Дагоррат — финальную битву Света с Тьмой, в которой погибнет всё Средиземье. В битве за Серую Гавань Олмер убивает на дуэли Кирдана Корабела и начинает перевоплощаться в тёмного властелина, подобного Саурону или Мелькору. Но в этот момент остатки его человеческого сознания молят Фолко убить его, и Фолко убивает Олмера подаренным им же эльфийским клинком.
Гибель Олмера спасает мир, но не отменяет его завоеваний. Старый мир рухнул, эльфы, кроме авари, покинули Средиземье, а королевствами Запада отныне правят варвары Востока. Санделло, оценивший мужество Фолко, лично отдаёт ему для уничтожения Кольцо Тьмы, которое привело его любимого вождя сперва к триумфу, а затем к потере человечности.

## Книги цикла
- «Эльфийский клинок» — действие книги начинается в Хоббитании, через триста лет после окончания Войны Кольца.
- «Чёрное копьё» — вторая книга цикла.
- «Адамант Хенны» — книга не входила в изначальную дилогию «Нисхождение Тьмы», а была написана спустя несколько лет, как продолжение. Действие происходит через десять лет после событий предыдущих частей.
- «Небо Валинора. Адамант Хенны» — переписанная писателем книга «Адамант Хенны».
- «Небо Валинора. Кровь Арды» — запланированный автором, но не написанный, второй том «Адаманта Хенны».[2]
- «Водопад» — запланированное автором, но не написанное, продолжение цикла.[3]

## Оценки и критика
Аудитория восприняла книгу по-разному, оценки были самые противоположные, от восхищения до полного неприятия. Авторы положительных отзывов одобрительно оценивали литературную часть и вклад книги в развитие фантастики в России, в то время как основная критика была направлена на использование мира Средиземья, отмечались разночтения с книгами Толкина как в некоторых деталях сеттинга (введение новых народов, территорий и сил), так и в морально-этической концепции. В то же время, нередко отмечают некоторое сходство завязки «Кольца Тьмы» с неоконченной повестью Толкина «Новая Тень», планировавшейся как продолжение «Властелина Колец».
Страны Запада в трилогии, оставаясь номинально положительными, представлены как высокомерные и самоуверенные, не желающие заботиться о собственной безопасности и замечать предупреждения. В то же время, антагонисты — Олмер и его союзники — показаны не силами Зла, а обычными людьми, войском завоевателей. Сторонникам Вождя, в отличие от орд Саурона, не чужды положительные черты. Орки также описаны более человечными и вызывающими большую симпатию, нежели в оригинале. Перумов признал, что таким образом вёл своеобразную заочную дискуссию с позицией Толкина, описавшего борьбу Добра и Зла как абсолютных начал. При этом, однако, он призвал не считать точки зрения персонажей его личной точкой зрения.